# Saint-Abraham
Saint-Abraham (Gallo Saent-Abran, bretonisch Sant-Abran) ist eine französische Gemeinde mit 540 Einwohnern (Stand 1. Januar 2022) im Département Morbihan in der Region Bretagne.

## Geografie
Saint-Abraham liegt rund 35 Kilometer nordöstlich von Vannes im Osten des Départements Morbihan.
Nachbargemeinden sind Val d’Oust im Westen und Norden, Caro im Osten und Saint-Marcel im Süden.

## Bevölkerungsentwicklung
| Jahr                       | 1962 | 1968 | 1975 | 1982 | 1990 | 1999 | 2006 | 2012 | 2019 |
| Einwohner                  | 374  | 401  | 404  | 415  | 447  | 456  | 523  | 544  | 529  |
| Quellen: Cassini und INSEE |      |      |      |      |      |      |      |      |      |

## Sehenswürdigkeiten
- Kirche Saint-Étienne
- Friedhofskreuz, Monument historique

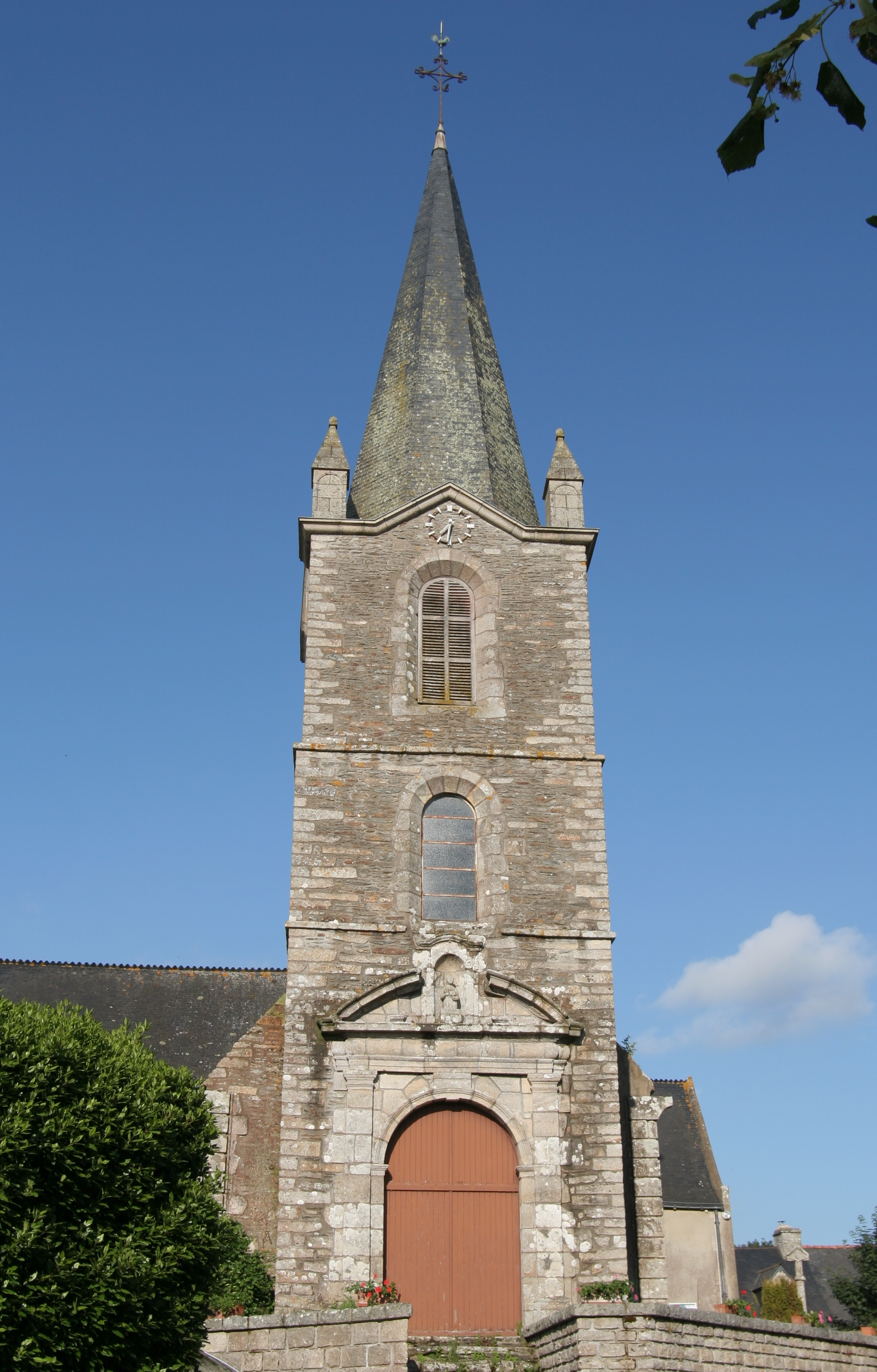
Kirche Saint-Étienne
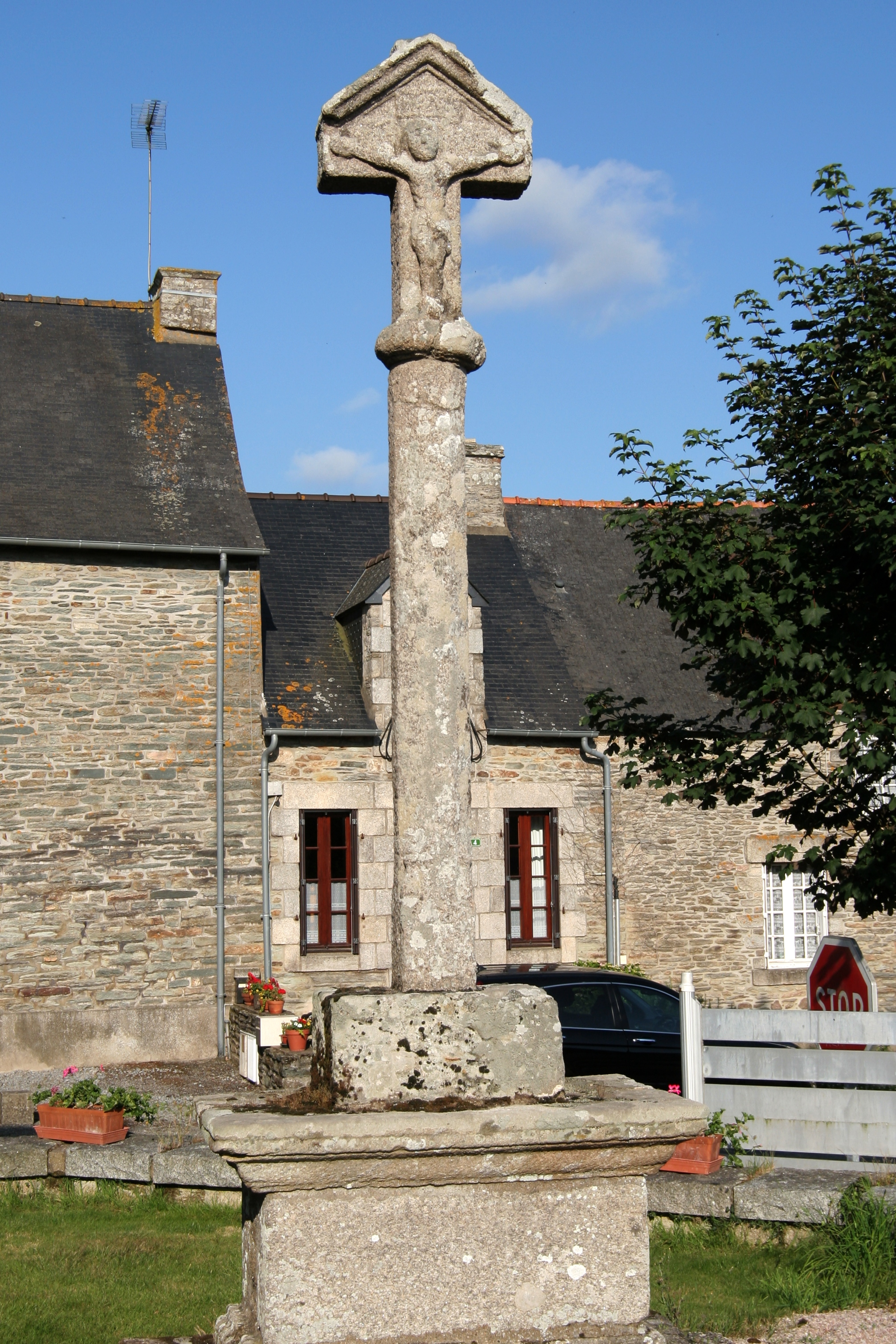
Friedhofskreuz